# Ґродзіськ (Мінський повіт)
Ґродзіськ (пол. Grodzisk) — село в Польщі, у гміні Мрози Мінського повіту Мазовецького воєводства.
Населення — 651 особа (2011).
У 1975-1998 роках село належало до Седлецького воєводства.

## Демографія
Демографічна структура станом на 31 березня 2011 року:
|          | Загалом | Допрацездатний вік | Працездатний вік | Постпрацездатний вік |
| -------- | ------- | ------------------ | ---------------- | -------------------- |
| Чоловіки | 326     | 65                 | 234              | 27                   |
| Жінки    | 325     | 67                 | 190              | 68                   |
| Разом    | 651     | 132                | 424              | 95                   |